# Bogdan Łazarkiewicz
Bogdan Łazarkiewicz (ur. 10 października 1929 w Mokrzeszy) – profesor doktor habilitowany nauk medycznych specjalizujący się w chirurgii ogólnej. W latach 1978–1984 prorektor (dwie kadencje) a od 1987 do 1990 rektor Akademii Medycznej we Wrocławiu. Od 2000 roku na emeryturze.

## Życiorys
Studiował na Uniwersytecie Wrocławskim oraz uczelni, której później przewodził. Lekarzem został w 1954 roku. Pracował w kilku placówkach ochrony zdrowia Wrocławia oraz Akademii. W latach 1961–2000 pracował w II Klinice Chirurgicznej AM we Wrocławiu. Szybko wspinał się po szczeblach kariery:
- 1964: doktor nauk medycznych
- 1972: doktor habilitowany
- 1981: profesor nadzwyczajny
- 1989: profesor zwyczajny

Doktor honoris causa Akademii Rolniczej we Wrocławiu (2002 r.) i Akademii Medycznej we Wrocławiu (2009 r.). Napisał ponad 320 prac na temat chirurgii jamy brzusznej, gruczołów i narządów oraz układu krążenia. Zajmował się także obrażeniami wielonarządowymi, urazami termicznymi a także chorobami, które krzyżowały chirurgię i z ginekologią i urologią.
Pod jego patronatem wykształciło się wielu chirurgów. Patronował dwudziestu doktorom i trzem pracom habilitacyjnym.
Pełnił m.in. funkcję przewodniczącego Wrocławskiego i Dolnośląskiego Oddziału Towarzystwa Chirurgów Polskich (1993–1995), a także prezesa zarządu Głównego Towarzystwa Chirurgów Polskich (1989–1991)

## Członkostwo
Faktyczne lub honorowe:
- Towarzystwo Chirurgów Polskich Oddział Dolnośląski
- Towarzystwo Chirurgów Czechosłowackich
- Polskie Towarzystwo Anestezjologii i Intensywnej Terapii
- Deutsche Gesellschaft für Chirurgie
- International College of Surgeous Poland Section

A także współredagowanie czasopism naukowych.

## Wybrane ordery, odznaczenia i wyróżnienia
- Krzyż Komandorski Orderu Odrodzenia Polski (1999)[1]
- Krzyż Oficerski Orderu Odrodzenia Polski
- Krzyż Kawalerski Orderu Odrodzenia Polski
- Medal Komisji Edukacji Narodowej
- medale Academia Medica Wratislaviensis Polona
- medale Gloria Medicinae
- medal Wydziału Medycyny Weterynaryjnej Akademii Rolniczej we Wrocławiu
- Nagroda Kolegium Rektorów Uczelni Wrocławia za integrację środowiska akademickiego

Nagradzany również przez Ministra Zdrowia i Opieki Społecznej.